# Villahermosa (Ciudad Real)
Villahermosa és un municipi de la província de Ciudad Real a la comunitat autònoma de Castella-La Manxa. Limita al nord amb Ossa de Montiel (província d'Albacete) i Alhambra, a l'est ambe Villanueva de la Fuente i El Bonillo (Albacete), al sud amb Montiel, i a l'oest amb Fuenllana i Carrizosa.

## Evolució demogràfica
| 1900  | 1910  | 1920  | 1930  | 1940  | 1950  | 1960  | 1970  | 1981  | 1991  | 2000  | 2007  |
| ----- | ----- | ----- | ----- | ----- | ----- | ----- | ----- | ----- | ----- | ----- | ----- |
| 4.581 | 5.423 | 5.097 | 5.727 | 6.161 | 6.359 | 5.869 | 4.951 | 3.256 | 2.697 | 2.628 | 2.313 |

## Personatges il·lustres
- Manuel Pérez Castell, alcalde d'Albacete des de 1999 a 2008. Diputat al Congrés per la província d'Albacete en la IX legislatura 2008.